# A sátán kutyái
A sátán kutyái a Sherlock című televíziós sorozat ötödik epizódja, a második évad második része. Ebben a részben Sherlock és Watson egy ügyfelük kérésére Dartmoorba utaznak, ugyanis állítása szerint gyerekkorában egy óriási kutya ott ölte meg az apját. Az epizód több tekintetben is megegyezik Sir Arthur Conan Doyle A sátán kutyája című történetével.
2012. január 8-án mutatták be a BBC-n. 

## Cselekmény
Sherlockot és Johnt felkeresi egy fiatalember, Henry Knight. Elmondása szerint húsz évvel ezelőtt látta, ahogy egy óriási kutya megöli az apját. A trauma miatt évekig terapeutához járt, és miután nemrég újra ellátogatott a helyszínre, megint látta az ebet, ezért kér segítséget. Sherlock eleinte ostobaságnak tartja az egészet, de fellelkesül, amikor észreveszi, hogy Henry kutya helyett vérebnek hívja az állatot. Dartmoorba utaznak, ahol kiderül, hogy az állat egyfajta helyi legenda. Nyomozásba kezdenek, és ellátogatnak a közeli Baskerville katonai kutatóközpontba is, ahová egy Mycrofttól elcsent biztonsági kártyával jutnak be. Megtudnak némi információt, de hamarosan befut a központból a riasztás, hogy a kártya valószínűleg lopott. Szorult helyzetükből egy tudós, dr. Bob Frankland menti ki őket, aki „felismeri” Sherlockban Mycroftot. Elárulja nekik, hogy ismerte Henry apját, jó barátok voltak, de aggódik a fiú állapotáért.
Henry elmeséli Sherlocknak és Johnnak, hogy az álmaiban gyakran megjelennek a „szabadság” és a „be” szavak. Hogy meggyőződjenek az állat létezéséről, a közeli Erdeg-árokhoz utaznak, ahol a lényt látni szokták. Sherlock teljesen megdöbben, ugyanis ő is látja az ebet. John hiába próbálja megnyugtatni, hogy csak képzelődik, ő hajthatatlan, és a kocsma vendégeinek kielemzésével próbálja bizonyítani, hogy a tudata tiszta. John megpróbálja meginterjúvolni Henry terapeutáját, de Frankland közbelépése miatt ez meghiúsul. Henry közben egyre szörnyebb víziókat lát: a kutya már a lakása mellett ólálkodik,
Másnap reggel Sherlock rájön, hogy a véreb lehet, hogy igazából nem is egy szó, hanem egy rövidítés. Ezt a gondolatát megosztja a váratlanul felbukkanó Lestrade-del, akit Mycroft küldött a városba, szemmel tartani öccsét. Ketten együtt rájönnek, hogy a kocsma tulajdonosai tartanak egy kutyát, amit turistacsalogatóként használnak, mint a félelmetes vérebet. Lestrade megelégedne a magyarázattal, de Sherlock szerint a véreb, amit ő látott, sokkal nagyobb volt, így nem lehetett ez. Mycroft segítségével Sherlock és John újra bejutnak Baskerville-be, annak is a legalsó szintjeire. Odalent az egyedül maradt John csapdába esik, és halálra rémül, mert már ő is hallja a kutyát. Sherlock menti meg őt, és kiderül, hogy igazából nincs is lent semmiféle kutya, egy kémiai anyag okoz hallucinációkat azoknál, akiket kitesznek a hatásának. Hosszas gondolkodás után Sherlock rájön, hogy a „szabadság” és a „be” azok igazából angol szavak, és az Indiana állambeli Liberty városára utalnak, ahol is a CIA titkos, V.É.R.E.B. névre hallgató kísérleteket folytatott egy hallucinogén gázzal. A kísérletet abbahagyták már régen, de Frankland titokban magával hozta és továbbfolytatta.
John telefonhívást kap, hogy Henry szabadon rohangál egy fegyverrel, így elmennek az Erdeg-árokhoz, hogy megakadályozzák őt abban, hogy öngyilkos legyen. Sherlock elárulja neki a megfejtést: a kutya a hallucinogén gáz hatására jelent meg előttük, az apját pedig Frankland ölte meg, aki eközben gázmaszkot viselt, és védőruhát, rajta a „V.É.R.E.B., Liberty, In” felirattal. Mivel ekkor még gyerek volt, az elméje nem tudott mit kezdeni az információval, így ez egy hatalmas kutyaként csapódott le a képzeletében. Valahányszor visszatért a városba, Frankland mindig a gáz hatása alá vonta őt. Frankland is felbukkan, akiről kiderül, hogy azért gyilkolt, mert Henry apja felfedezte a titkos kutatásait. Frankland megpróbál elmenekülni, de ostoba módon a bázis környékére telepített aknamezőbe rohan és felrobban. Másnap John rájön, hogy a laborban Sherlock szándékosan elkábította őt, hogy rajta kísérletezze ki a teóriáját.
A záró képsorokban a cellába zárt Moriartyt kiengedik a börtönéből, amelynek falára többször is felírta Sherlock nevét.